# Mistrovství světa v basketbalu žen 1967
5. mistrovství světa  v basketbalu žen proběhlo ve dnech 14. – 23. dubna v československých městech Praha, Brno, Bratislava a Gottwaldov (Zlín).
Turnaje se mělo zúčastnit dvanáct družstev. Po odstoupení Kuby do bojů zasáhlo jedenáct týmů rozdělených do dvou čtyřčlenných a jedné tříčlenné skupiny, z nichž první dva postoupily do finálové skupiny, kde se hrálo o medaile. Týmy, které v základních skupinách skončily na třetím a čtvrtém místě, hrály ve skupině o 7. – 11. místo. Mistrem světa se stalo družstvo Sovětského svazu.

## Výsledky a tabulky

### Skupina A
|    |            | URS   | YUG   | USA   | AUS   | V | P | Skóre   | B |
| 1. | SSSR       | ***   | 83:48 | 71:37 | 75:37 | 3 | 0 | 229:122 | 6 |
| 2. | Jugoslávie | 48:83 | ***   | 58:43 | 63:58 | 2 | 1 | 169:184 | 5 |
| 3. | USA        | 37:71 | 43:58 | ***   | 42:38 | 1 | 2 | 122:167 | 4 |
| 4. | Austrálie  | 37:75 | 58:63 | 38:42 | ***   | 0 | 3 | 133:180 | 3 |

 USA -  Austrálie 42:38 (21:15)
15. dubna 1967 – Brno
 SSSR -  Jugoslávie 83:48 (35:34)
15. dubna 1967 – Brno
 Jugoslávie -  Austrálie 63:58 (27:32)
16. dubna 1967 – Brno
 SSSR -  USA 71:37 (32:15)
16. dubna 1967 – Brno
 SSSR -  Austrálie 75:37 (37:13)
17. dubna 1967 – Brno
 Jugoslávie -  USA 58:43 (29:14)
17. dubna 1967 – Brno

### Skupina B
|    |             | KOR   | TCH   | ITA   | V | P | Skóre   | B |
| 1. | Jižní Korea | ***   | 67:66 | 76:56 | 2 | 0 | 143:122 | 4 |
| 2. | ČSSR        | 66:67 | ***   | 41:39 | 1 | 1 | 107:106 | 3 |
| 3. | Itálie      | 56:76 | 39:41 | ***   | 0 | 2 | 95:117  | 2 |

- Kuba odstoupila.

 Jižní Korea -  Itálie 76:56 (38:19)
15. dubna 1967 – Bratislava
 ČSSR -  Itálie 41:39 (13:17)
16. dubna 1967 – Bratislava
 Jižní Korea -  ČSSR 67:66 (34:34)
16. dubna 1967 – Bratislava

### Skupina C
|    |           | GDR   | JPN   | BUL   | BRA   | V | P | Skóre   | B |
| 1. | NDR       | ***   | 39:35 | 62:58 | 60:59 | 3 | 0 | 161:142 | 6 |
| 2. | Japonsko  | 35:39 | ***   | 54:44 | 67:63 | 2 | 1 | 156:146 | 5 |
| 3. | Bulharsko | 58:62 | 44:54 | ***   | 65:56 | 1 | 2 | 167:172 | 4 |
| 4. | Brazílie  | 59:60 | 63:67 | 56:65 | ***   | 0 | 3 | 178:192 | 3 |

 Japonsko -  Brazílie 67:63 (39:23)
15. dubna 1967 – Gottwaldov
 NDR -  Bulharsko 62:58 (19:30)
15. dubna 1967 – Gottwaldov
 NDR -  Japonsko 39:35 (19:18)
16. dubna 1967 – Gottwaldov
 Bulharsko -  Brazílie 65:56 (24:25)
16. dubna 1967 – Gottwaldov
 Japonsko -  Bulharsko 54:44 (28:26)
17. dubna 1967 – Gottwaldov
 NDR -  Brazílie 60:59 (30:27)
17. dubna 1967 – Gottwaldov

### Finále
|    |             | URS    | KOR    | TCH    | GDR    | JPN    | YUG    | V | P | Skóre   | B  |
| 1. | SSSR        | ***    | 83:50  | 62:52  | 86:67  | 57:42  | 83:48* | 5 | 0 | 371:259 | 10 |
| 2. | Jižní Korea | 50:83  | ***    | 67:66* | 64:59  | 81:60  | 78:71  | 4 | 1 | 340:339 | 9  |
| 3. | ČSSR        | 52:62  | 66:67* | ***    | 60:54  | 68:45  | 69:35  | 3 | 2 | 315:263 | 8  |
| 4. | NDR         | 67:86  | 59:64  | 54:60  | ***    | 39:35* | 58:51  | 2 | 3 | 277:296 | 7  |
| 5. | Japonsko    | 42:57  | 60:81  | 45:68  | 35:39* | ***    | 68:64  | 1 | 4 | 250:309 | 6  |
| 6. | Jugoslávie  | 48:83* | 71:78  | 35:69  | 51:58  | 64:68  | ***    | 0 | 5 | 269:356 | 5  |

- s hvězdičkou = zápasy ze základní skupiny.

 Jižní Korea -  NDR 64:59 (33:28)
19. dubna 1967 – Praha
 ČSSR -  Jugoslávie 69:35 (33:12)
19. dubna 1967 – Praha
 SSSR -  Japonsko 57:42 (21:23)
19. dubna 1967 – Praha
 NDR -  Jugoslávie 58:51 (29:21)
20. dubna 1967 – Praha
 SSSR -  ČSSR 62:52 (22:20)
20. dubna 1967 – Praha
 Jižní Korea -  Japonsko 81:60 (29:24)
20. dubna 1967 – Praha
 Japonsko -  Jugoslávie 68:64 (32:37)
21. dubna 1967 – Praha
 ČSSR -  NDR 60:54 (28:23)
21. dubna 1967 – Praha
 SSSR -  Jižní Korea 83:50 (35:21)
21. dubna 1967 – Praha
 Jižní Korea -  Jugoslávie 78:71 (40:42)
22. dubna 1967 – Praha
 SSSR -  NDR 86:67 (44:38)
22. dubna 1967 – Praha
 ČSSR -  Japonsko 68:45 (30:19)
22. dubna 1967 – Praha

### O 7. - 11. místo
|     |           | BUL    | BRA    | ITA   | AUS    | USA    | V | P | Skóre   | B |
| 7.  | Bulharsko | ***    | 65:56* | 63:31 | 67:52  | 68:40  | 4 | 0 | 263:179 | 8 |
| 8.  | Brazílie  | 56:65* | ***    | 60:50 | 74:58  | 56:44  | 3 | 1 | 246:217 | 7 |
| 9.  | Itálie    | 31:63  | 50:60  | ***   | 51:56  | 56:45  | 1 | 3 | 188:224 | 5 |
| 10. | Austrálie | 52:67  | 58:74  | 56:51 | ***    | 38:42* | 1 | 3 | 204:234 | 5 |
| 11. | USA       | 40:68  | 44:56  | 45:56 | 42:38* | ***    | 1 | 3 | 171:218 | 5 |

- s hvězdičkou = zápasy ze základní skupiny.

 Bulharsko -  Itálie 63:31 (31:12)
19. dubna 1967 – Praha
 Brazílie -  USA 56:44 (27:22)
19. dubna 1967 – Praha
 Brazílie -  Itálie 60:50 (32:23)
20. dubna 1967 – Praha
 Bulharsko -  Austrálie 67:52 (28:18)
20. dubna 1967 – Praha
 Itálie -  USA 56:45 (20:20)
21. dubna 1967 – Praha
 Brazílie -  Austrálie 74:58 (37:30)
21. dubna 1967 – Praha
 Austrálie -  Itálie 56:51 (20:16)
22. dubna 1967 – Praha
 Bulharsko -  USA 68:40 (34:21)
22. dubna 1967 – Praha

## Soupisky
1.  SSSR
| - Feodora Orelová - Inessa Pivovarovová - Ljudmila Bazarevičová - Nelli Fominychová | - Alisa Antipina - Nina Poznanská - Raisa Michajlovová - Ravilja Prokopenková | - Serafima Jeremkinová - Skaidrīte Smildziņa-Budovska - Sylvija Krodereová - Tamara Sliděnkovová |

- Trenér: Lidija Alexejevová

2.  Jižní Korea
| - Chu-Ja Kim - Hae-Sook Lee - Hang-Dae Shin - Hi-Ning Ju | - Hyun-Ae Chae - Kyung-Ja Suh - Myung-Ja Kim - Shin-Ja Park | - So-Hee Lee - Soon-Wha Im - Yeong-He Lee - Young-Yim Kim |

- Trenér: Ri-Chin Chang.

3.  ČSSR
| - Dana Rumlerová - Helena Zvolenská - Eva Mikulášková - Helena Jošková | - Ivana Kuchařová - Marie Soukupová - Marta Melicharová - Milena Jindrová | - Olga Přidalová - Pavla Holková - Sylva Richterová - Věra Koťátková |

- Trenér: Miloslav Kříž, Jan Karger

4.  NDR
| - Barbara Kühn - Brigitte Brünning - Gabrile Schaal - Gerda Thieme | - Hannelore Venzke - Heidrun Fleischer - Helga Zimmermann - Irene Krause | - Jutta Schmidt - Regina Bartholomaus - Regina Schönfeld - Rita Wandrey |

- Trenér: Dietrich Laabs.

5.  Jugoslávie
| - Aragaki Takeko - Cokawa Setsuko - Emori Yoshiko - Hayashi Sane | - Hori Hitoe - Kakutani Ikuko - Maeda Yoko - Shimozono Yoko | - Sutoo Michyo - Yanagi Tomiko - Yokoyama Asako |

- Trenér: Ozaki Masatoshi.

6.  Jugoslávie
| - Ankica Bašičová - Dragoslava Geričová - Jasna Selimovičová - Jelica Kaleničová | - Kacusa Buljanová - Marija Bogičevičová - Marija Vegerová - Milica Radovanovičová | - Mirjana Bremecová - Olga Djokovičová - Slavenka Čuričová - Spomenka Milojevičová |

- Trenér: Vladimir Demsar.

7.  Bulharsko
| - Anna Peneková - Jarmila Popová - Jordanka Placková - Kristina Gjisevová | - Nica Borisová - Penka Stojanová - Světla Nestorová - Todorka Dudevová | - Vana Vojnovová - Veselinka Maniková - Veselka Ilovová - Violeta Novkovová |

- Trenér: Ivan Todorov.

8.  Brazílie
| - Angelina Bizzarro - Delcy Marques - Jacy Azevedo - Laís Elena Aranha | - Maria Helena Campos "Heleninha" - Maria Helena Cardoso - Marlene Bento - Nadir Bazzani | - Neusa Camargo - Nilza Garcia - Norma Pinto "Norminha" - Rita de Cássia Oliveira "Ritinha" |

- Trenér: Ary Ventura Vidal.

9.  Itálie
| - Ana Maria Del Mestre - Gianna Ghirri - Lucia Toriser - Luigina Agostinelli | - Maria Amadea Pelle - Marisa Geroni Marisa - Gentilin Nicoletta Persi - Nidia Pausich | - Silvana Grisotto - Teresia Cirio - Vivianna Corsini |

- Trenér: Giancarlo Primo.

10.  Austrálie
| - Carole Waters - Dutchie Cooke - Elisabeth Elliot - Fran Hammond | - Jean Bain - Jean Forster - Jean Wilson - Mauren Reilly | - Pat Rowe - Teresa Delany - Rayleen Lynch - Vickie Ticehurst |

- Trenér: Tony Gaze.

11.  USA
| - Ann Matlock - Barbara Sipes - Carole Aspedon - Carolyn Miller | - Cathy Benedetto - Dixie Woodall - Lois Finley - Lola Ham | - Lori Lindahl - Norma Rowland - Rebecca Loveday - Rita Horky |

- Trenér: Alberta Lee Cox.

## Konečné pořadí
| Pořadí           | Tým         | Z | V | P | Skóre   | B  |
| ---------------- | ----------- | - | - | - | ------- | -- |
| Zlatá medaile    | SSSR        | 7 | 7 | 0 | 517:333 | 14 |
| Stříbrná medaile | Jižní Korea | 6 | 5 | 1 | 416:395 | 11 |
| Bronzová medaile | ČSSR        | 6 | 4 | 2 | 356:302 | 10 |
| 4.               | NDR         | 7 | 4 | 3 | 399:413 | 11 |
| 5.               | Japonsko    | 7 | 3 | 4 | 371:416 | 10 |
| 6.               | Jugoslávie  | 7 | 2 | 5 | 390:457 | 9  |
| 7.               | Bulharsko   | 6 | 4 | 2 | 365:295 | 10 |
| 8.               | Brazílie    | 6 | 3 | 3 | 368:344 | 9  |
| 9.               | Itálie      | 6 | 1 | 5 | 283:341 | 7  |
| 10.              | Austrálie   | 6 | 1 | 5 | 299:372 | 7  |
| 11.              | USA         | 6 | 1 | 5 | 251:347 | 7  |